# Synsepalum ogouense
Synsepalum ogouense là một loài thực vật có hoa trong họ Hồng xiêm. Loài này được (Aubrév. & Pellegr.) ined. miêu tả khoa học đầu tiên.